# Leichtathletik-Europameisterschaften 1982/50 km Gehen der Männer

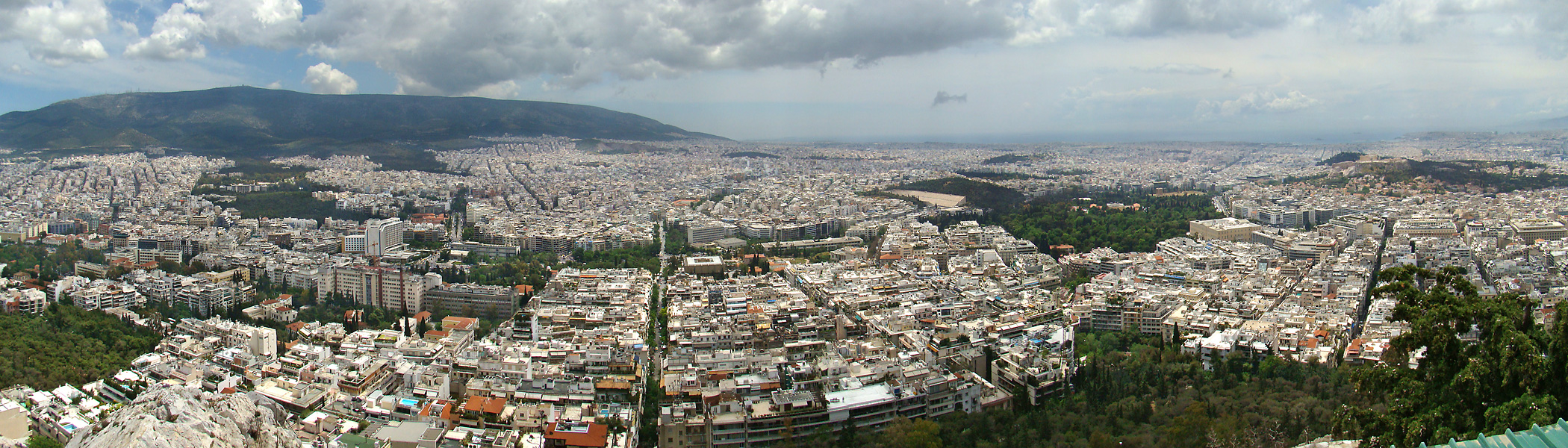
Blick auf Athen vom Mount Lycabettus

Das 50-km-Gehen der Männer bei den Leichtathletik-Europameisterschaften 1982 wurde am 10. September 1982 in den Straßen Athens ausgetragen. Der Wettbewerb fand bei extremer Hitze statt, was zur Folge hatte, dass elf der 24 Teilnehmer vor Erreichen des Ziels aufgaben. Zwei weitere Athleten wurden disqualifiziert, sodass nur elf Geher in die Wertung kamen.
Europameister wurde der Finne Reima Salonen. Der spanische Sieger des Wettbewerbs im 20-km-Gehen José Marín gewann die Silbermedaille. Den dritten Platz belegte der Schwede Bo Gustafsson.

## Bestehende Rekorde / Bestleistungen
Anmerkung:

Rekorde wurden damals im Marathonlauf und Straßengehen wegen der unterschiedlichen Streckenbeschaffenheiten mit Ausnahme von Meisterschaftsrekorden nicht geführt.
| Weltbestzeit         | 3:41:20 h   | Raúl González | Poděbrady, Tschechoslowakei (heute Tschechien) | 11. Juni 1978     |
| Europabestzeit       | 3:43:35 h   | José Marín    | Barcelona, Spanien                             | 9. März 1980      |
| Meisterschaftsrekord | 3:53:29,9 h | Jorge Llopart | EM Prag, Tschechoslowakei (heute Tschechien)   | 2. September 1978 |

Der bestehende EM-Rekord wurde angesichts der großen Hitze während der Austragung des Wettbewerbs bei diesen Europameisterschaften nicht erreicht. Mit seiner Siegerzeit von 3:55:29 h blieb der finnische Europameister Reima Salonen 1:59,1 min über dem Rekord. Zur Europabestzeit fehlten ihm 11:54 min, zur Weltbestzeit 14:09 min.

## Durchführung
Hier gab es keine Vorrunde, alle 24 Geher traten gemeinsam zum Finale an.

## Legende
Kurze Übersicht zur Bedeutung der Symbolik – so üblicherweise auch in sonstigen Veröffentlichungen verwendet:
| DNF | Wettkampf nicht beendet (did not finish) |
| DSQ | disqualifiziert                          |

## Ergebnis

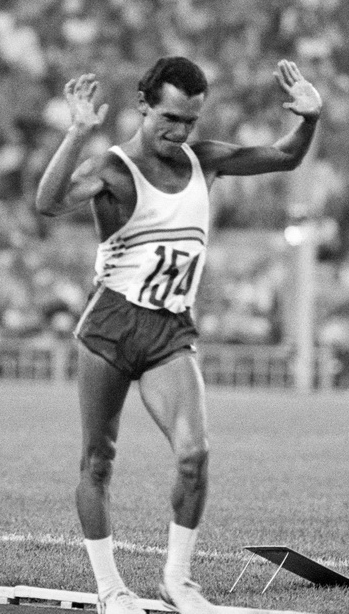
Der Titelverteidiger und Olympiazweite von 1980 Jorge Llopart kam diesmal auf den sechsten Platz

10. September 1982
| Platz | Name                  | Nation           | Zeit (h) |
| ----- | --------------------- | ---------------- | -------- |
| 1     | Reima Salonen         | Finnland         | 3:55:29  |
| 2     | José Marín            | Spanien          | 3:59:18  |
| 3     | Bo Gustafsson         | Schweden         | 4:01:21  |
| 4     | Hartwig Gauder        | DDR              | 4:04:51  |
| 5     | Boguslaw Duda         | Polen            | 4:07:20  |
| 6     | Jorge Llopart         | Spanien          | 4:08:28  |
| 7     | Valeri Suntsow        | Sowjetunion      | 4:12:51  |
| 8     | Stig-Olaf Elofsson    | Schweden         | 4:22:44  |
| 9     | Christos Karagiorgos  | Griechenland     | 4:33:31  |
| 10    | Sergei Jung           | Sowjetunion      | 4:35:02  |
| 11    | Karl Degener          | BR Deutschland   | 4:35:54  |
| DNF   | Pavol Blažek          | Tschechoslowakei |          |
| DNF   | Paolo Grecucci        | Italien          |          |
| DNF   | Erling Andersen       | Norwegen         |          |
| DNF   | Bogdan Bulakowski     | Polen            |          |
| DNF   | Dietmar Meisch        | DDR              |          |
| DNF   | Aristidis Karagiorgos | Griechenland     |          |
| DNF   | Lars Ove Moen         | Norwegen         |          |
| DNF   | Maurizio Damilano     | Italien          |          |
| DNF   | Leif Christensen      | Dänemark         |          |
| DNF   | Wiktor Dorowskich     | Sowjetunion      |          |
| DNF   | Manuel Alcalde        | Spanien          |          |
| DSQ   | Alessandro Bellucci   | Italien          |          |
| DSQ   | Bengt Simonsen        | Schweden         |          |

## Videolink
- 1982EuroChamps50kmsSalonen, www.youtube.com, abgerufen am 4. Dezember 2022